# Újhartyán
Újhartyán [ˈuːjhɒrcaːn], deutsch Hartian, ist eine ungarische Stadt im Kreis Dabas im Komitat Pest.

## Geographie

### Geographische Lage
Újhartyán liegt 40 Kilometer südöstlich des Zentrums der Hauptstadt Budapest und grenzt im Südwesten an die Kreisstadt Dabas. Nachbargemeinden sind Kakucs, ÚJlengyel und Hernád.

### Geologie
Ebenso wie die umliegenden Gemeinden und große Teile der Hauptstadt liegt Újhartyán im Nordwesten des Sedimentbeckens der Großen Ungarischen Tiefebene.

## Geschichte

### Újhartyán bis 1990
1276 erwähnt eine Bulle von Papst Innozenz IV. eine Siedlung namens villa Harquian, die sich rund einen Kilometer südlich der heutigen Ortsmitte befand. Wahrscheinlich stammt der Name von dem Wort horka ab, das einen fürstlichen Richter bezeichnete. Diese blühende mittelalterliche Gemeinde Hartyán ging 1597, während des türkischen Eroberungskrieges, vollständig zugrunde, ebenso wie viele andere Ortschaften in der Umgebung. Das Gebiet wurde zur menschenleeren Puszta.
Nach der Vertreibung der Türken kaufte Pál Ráday das Gebiet auf und verkaufte es 1731 an den Grafen Antal Grassalkovich I. Das war die einzige Siedlung in der Region, die Antal Grassalkovich nicht zugrunde gehen ließ, sondern neu aufbaute. Er begann 1764 mit dem Bau eines Dorfes mit einem regelmäßigen parallelen Wegenetz und ermutigte ungarische, deutsche und slowakische Siedler mit Landschenkungen zur Ansiedlung. Neueste Forschungen ergaben, dass die Ansiedler nicht direkt aus Deutschland kamen, sondern aus den näheren schwäbischen Siedlungen, wie zum Beispiel Harast, Taks und Schorokschar. Die gemeinsame Urheimat mit diesen Siedlungen ist der Landkreis Donau-Ries, unter anderen die Orte Gremheim, Blindheim, Tapfheim, Donaumünster, Schwenningen und Binswangen.
Zunächst existierte neben der deutschen auch eine starke slowakische Bevölkerungsgruppe. Nach einer Auswanderungswelle wurde das Dorf in erster Linie deutsch, und streng katholisch. Von den deutschen Gebieten wurden die Zucht- und Wirtschaftsbräuche übernommen und erhalten. Die Bevölkerung war immer stolz auf ihre Religion und musikalische und auf gastronomische Gebräuche, die sie aus Deutschland mitgebracht hatten. 1776 wurde die katholische Kirche im barocken Stil gebaut, ab 1781 die örtliche Schule, sodass auch den nachfolgenden Generationen diese Kultur überliefert wurde. 
Im Jahr 1913 gab es in der damaligen Großgemeinde 622 Häuser und 4079 Einwohner auf einer Fläche von 11.806 Katastraljochen. Sie gehörte zu dieser Zeit zum Bezirk Alsódabas im Komitat Pest-Pilis-Solt-Kiskun.
Bis zur Mitte des 20. Jahrhunderts hielt sich die deutsche Sprache. Der Assimilationsdruck und die politischen Bedingungen nach dem Zweiten Weltkrieg bewirkten jedoch, dass die deutschsprachige Schule geschlossen wurde. Zudem wurde die schwäbische Bevölkerung mit der Deportierung bedroht. Mehr als 300 Schwaben wurden zu málenkíj robot, Zwangsarbeit, in der Ukraine gezwungen. So verlor die streng geschlossene Gemeinschaft allmählich ihre Muttersprache. Nach dem Systemwandel wurde die deutsche Nationalität wieder in den Vordergrund gestellt.

### Fortschritte seit 1992
- 1992 Sporthalle
- 1993 Telefonnetz
- 1995 Kläranlage

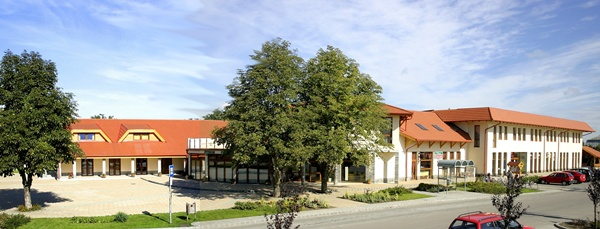
Zentrum

- 1996–97 Ausbau des Wassernetzes und der Kanalisation, Wasserwerk
- 1999–2001 Asphaltierung der Wege, Erweiterung der deutschen Grundschule mit einem preisgekrönten Bau, Ausbau der einheitlichen Straßenbildes in der Szép-Straße, Bau des Gehsteiges in der Hunyadi- und Hauptstraße
- ab 1999 Ausbau des Industrieparks und Infrastruktur auf 24 Hektar, das heutige Industriegebiet umfasst 86 Hektar (Stand 2013)
- 2004 Bau des Gesundheitszentrum und Ausbau des Inspektionssystems der vier Siedlungen Inárcs, Kakucs, Újlengyel und Hartian
- 2006 Bau des Dorfzentrums
- 2009 Deutscher Kindergarten Kinderburg
- 2011 Rekultivierung der Mülldeponie
- 2012 Energetische Entwicklung der Grundschule
- 2013 der ungarische Präsident erhebt die Gemeinde in den Rang einer Stadt
- 2013 Grassalkovich Platz
- 2014 Ansiedlungsdenkmal – für die Familien, die Hartian vor 250 Jahren eingesiedelt haben
- 2014 Eulennest Handwerkhaus und Jugendherberge
- 2015 Heimatmuseum Rekonstruktion, Denkmal an die Verschleppten
- 2016 Erweiterung des Grassalkovich Platzes mit dem Grassalkovich Denkmal und Ulmer Schachtel, neuer Ringverkehr
- 2017 Presso Platz, neues Presso, Unterhaltungszentrum für Jugendliche

## Religionen
Die Bevölkerung von Újhartyán gehört zu 95 % der römisch-katholischen Kirche an.

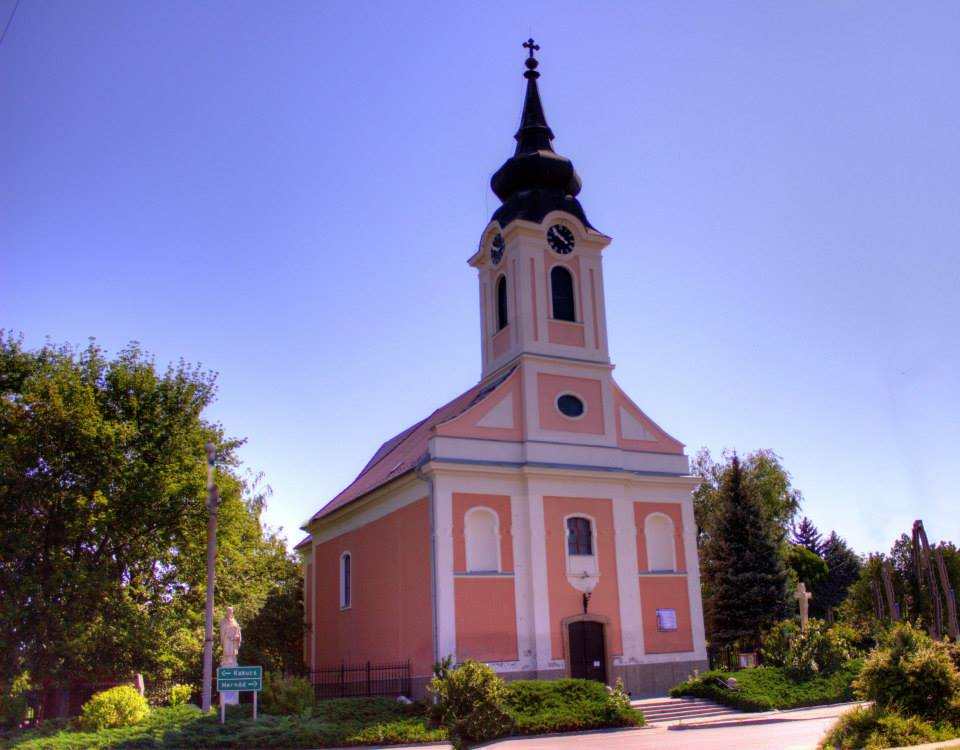
Barockkirche von 1776

## Politik

### Städtepartnerschaft
Újhartyán unterhält eine Städtepartnerschaft mit Freiberg am Neckar. Inoffizielle Freundschaften bestehen mit Tapfheim und Bad Nenndorf

## Kultur und Sehenswürdigkeiten

### Bauwerke
- An der Hauptstraße steht die 1776 erbaute römisch-katholische Kirche Sankt Barbara.
- Am Rande der Gemeinde befindet sich die im 19. Jahrhundert erbaute, im Zweiten Weltkrieg beschädigte Kapelle Sankt Maria.
- Im Wald von Pódtharaszt nahe der Gemeinde steht die Ruine der Heidenkirche. Diese ist das einzige Überbleibsel des ehemaligen Marktfleckens Pódtharaszt.
- Das 2006 erbaute neues Dorfzentrum mit Veranstaltungsräumen, einem Gasthaus und einem Hotel ist das jüngste öffentliche Bauwerk der Gemeinde.
- Ihm gegenüber befindet sich das 1935 errichtete Denkmal für die Kämpfer des Ersten Weltkrieges, ein Werk des Künstlers Béla Farkas.
- Die Clown-Maste, zwei Hochspannungsmaste einer 220-kV-Leitung, die aussehen wie zwei Clowns[3]

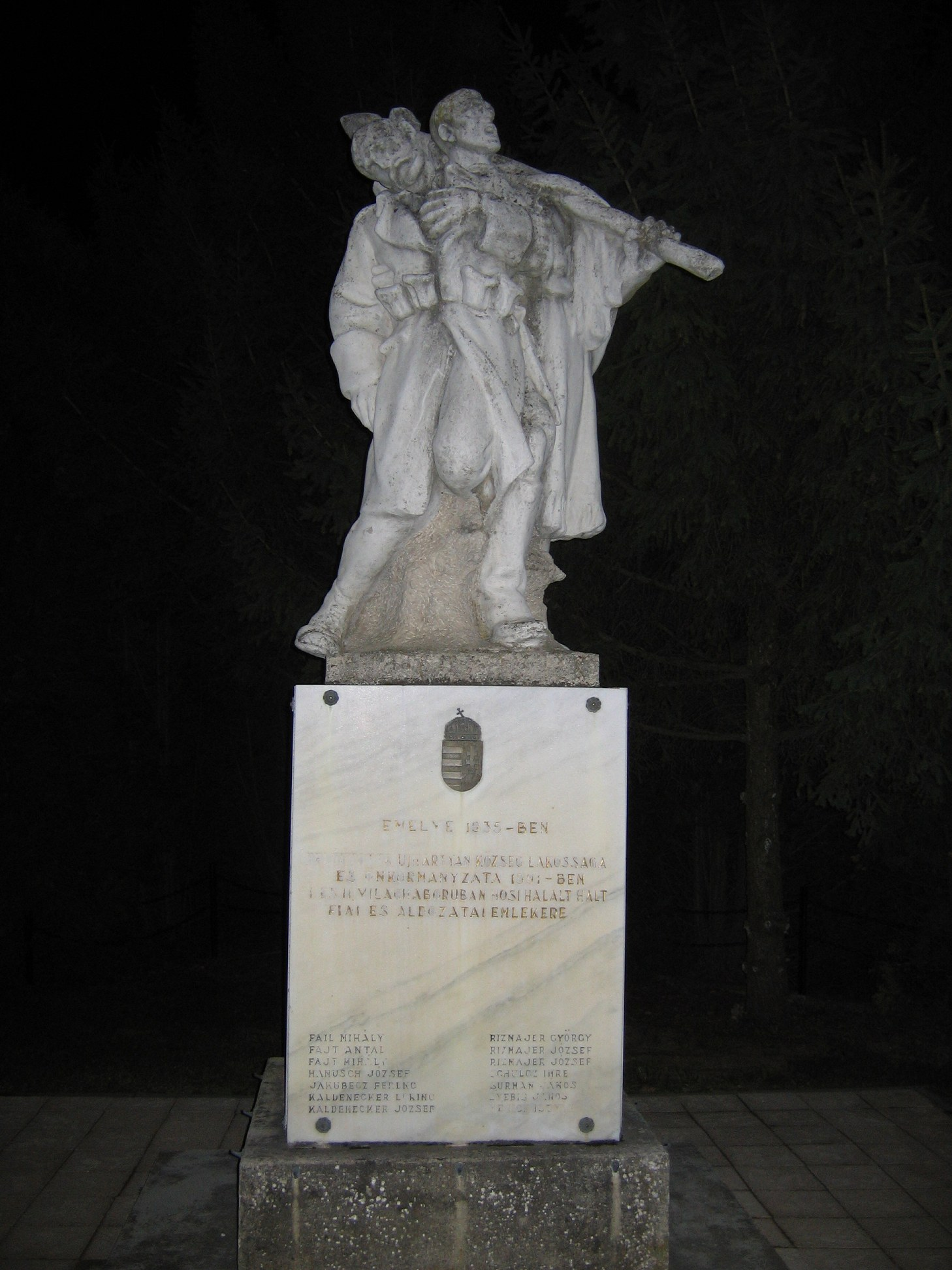
Denkmal für die Gefallenen des Ersten Weltkriegs

### Musik

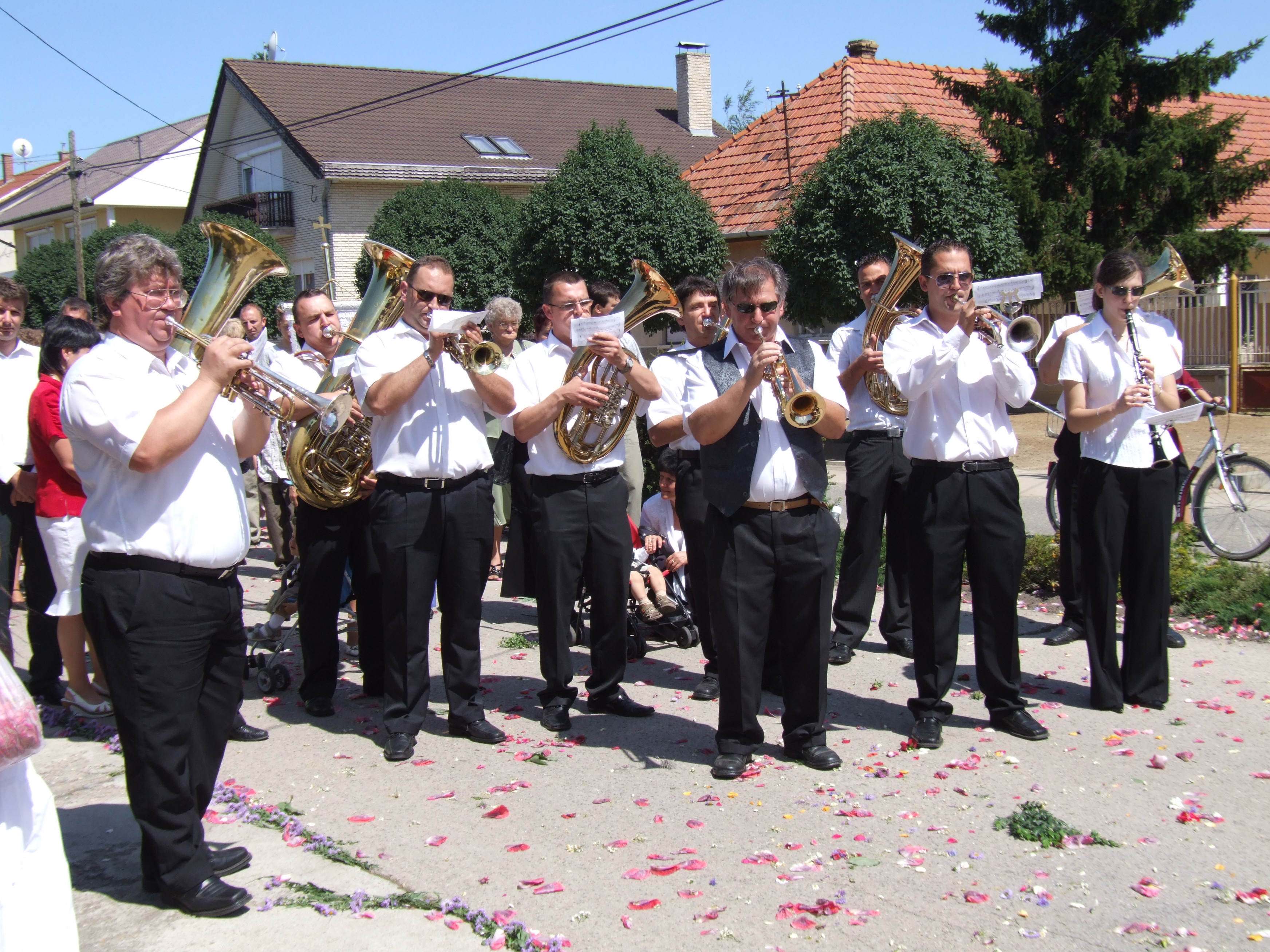
Blaskapelle

Die deutschstämmige Bevölkerung in Újhartyán ist eng mit ihrer musikalischen Tradition verbunden. Musik und Gesang waren immer ein Rahmen der Arbeit. Während der Jahrhunderte wuchsen Musikdynastien. Vom Vater auf den Sohn wurde die Liebe zu Instrumenten, Noten und traditioneller Blasmusik überliefert. Die deutsche Selbstverwaltung, 1998 gegründet, unterstützt eine Reihe von Kapellen, darunter die vereinigte Blaskapelle, die Jugendblaskapelle, Sváb Parti und Presso Band. Die meisten Musiker besuchten oder besuchen eine Mittel- oder Hochschule für Musik.

### Volkstanz

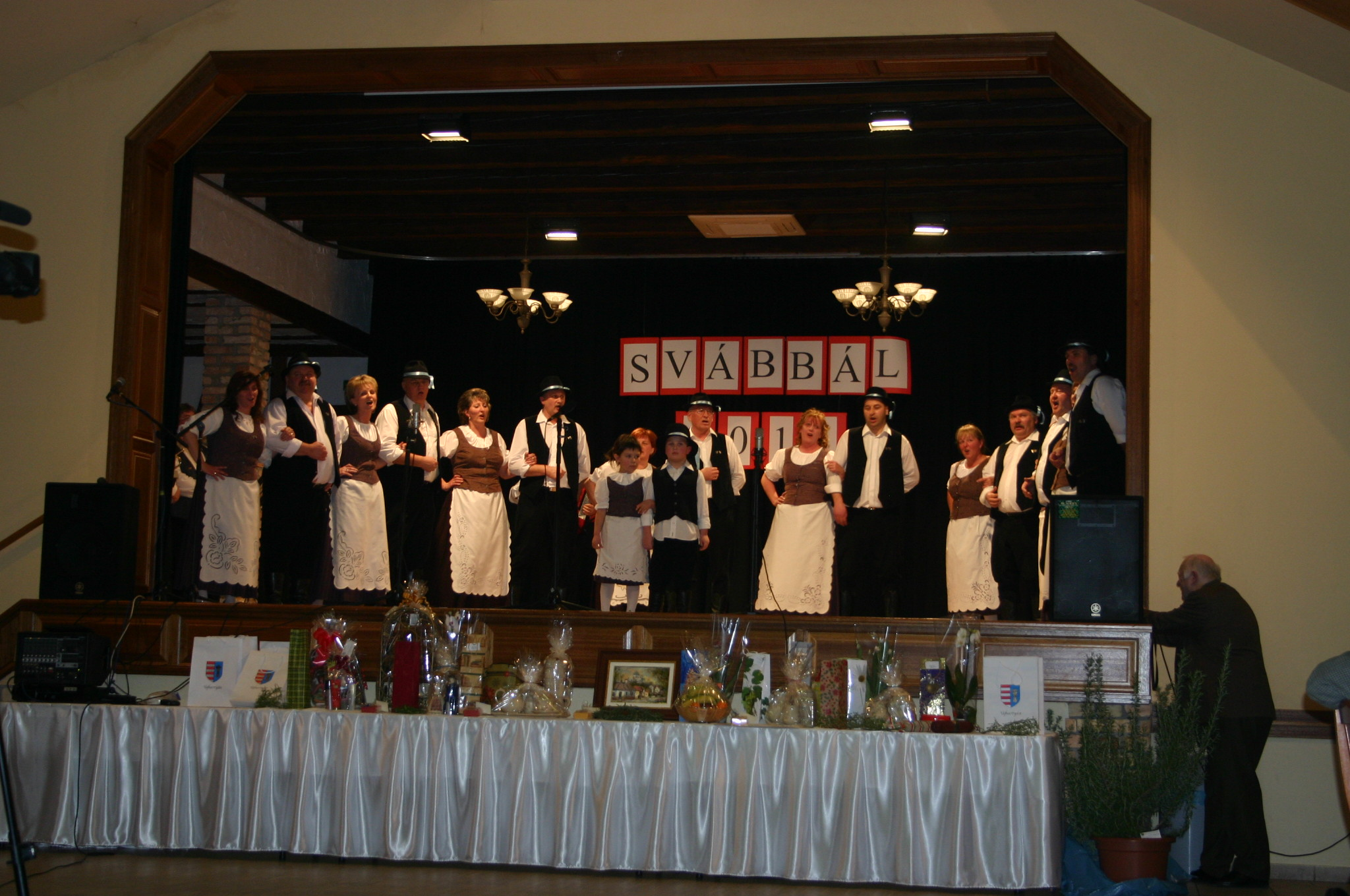
Tanzgruppe Hercel auf dem Schwabenball

1991 wurde die Erwachsenentanzgruppe Hercel gegründet. Ihre Mitglieder üben unterschiedliche Berufe aus und gehören unterschiedlichen Altersgruppen an. Zahlreiche Auftritte hatten sie in Újhartyán, in ungarndeutschen Dörfern und auch im Ausland. Auf der Expo 2000 vertraten sie Ungarn. Meist wird die Tanzgruppe von der Blaskapelle Sváb Parti begleitet. Im Laufe der Jahre änderte sich die Zusammensetzung. Heutzutage tanzen die Gründer schon mit ihren Kindern zusammen.
Ebenfalls im Jahre 1991 wurde in der Schule die Kindertanzgruppe gegründet. Seitdem haben Hunderte von Schülern die traditionellen Tänze der Ungarndeutschen, Hopps, Polka und Walzer kennengelernt.

### Bildung

#### Deutscher KindergartenKinderburg

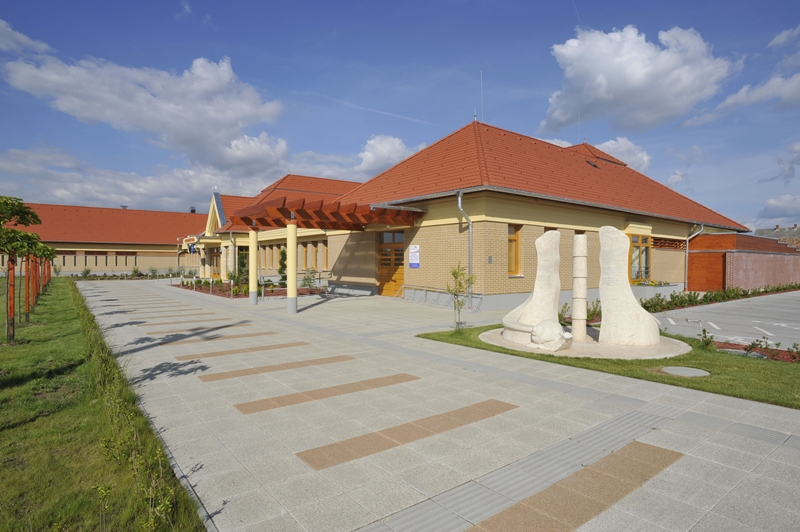
Deutscher Kindergarten

Der Kindergarten Kinderburg in Hartian liegt in der Mitte der Stadt. Er wurde 2009 gebaut und entspricht modernen Standards. Das Gebäude wurde für insgesamt 180 Kinder in 8 Gruppen konstruiert. Das Kindergartengebäude ist mit einer Küche für 400 Personen versehen und ist mit moderner Technik ausgestattet. Die Klimatisierung und Heizung wird durch erneuerbare Energiequellen mithilfe einer geothermischen Wasserpumpe gewährleistet. Das Gebäude ist frei von Hindernissen. Ein wichtiger Teil des Kindergartens ist der von Mauerwerk umgebene sichere Spielhof. Das Erziehungsprogramm ein tätigkeits-zentriert. Es fokussiert auf die ungarndeutsche Erziehung der Kinder fokussiert. Damit soll die ungarndeutsche Nationalität in der Stadt gestärkt werden. Die pädagogischen von professionell ausgebildeten Mitarbeitern und Erzieherinnen vermittelt.

#### Deutsche Grundschule Hartian
Seit 1998 besteht die deutsche Grundschule mit 260 Schülern. Von der ersten Klasse an werden fünf Stunden pro Woche Deutsch unterrichtet. Wegen des Nationalitätenunterrichts ist die Schule bekannt und wird auch von Schülern aus den umliegenden Gemeinden besucht. Die Schüler lernen zwei Sprachen und zwei Kulturen kennen. Sie lernen in spielerischer Form die Geschichte, die Lieder, die Tänze die Musik Hartians und des Ungarndeutschtums kennen. Sie nehmen an traditionsbewahrenden Programmen teil, beispielsweise dem Schwabentag, dem Faschingsfestkreis mit dem Lahmen Donnerstag, dem Laternenumzug und dem Luzientag. Jedes Jahr werden deutschsprachige Lager im Wald organisiert. Die Schüler können jährlich nach Deutschland und nach Österreich reisen.

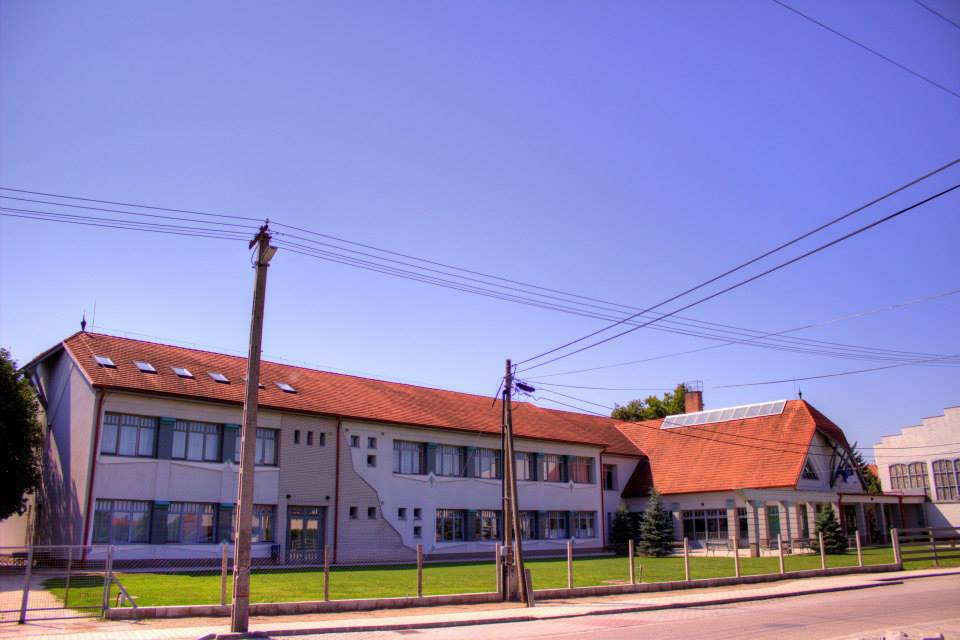
Deutsche Grundschule

Das heutige, preisgekrönte Schulgebäude wurde im Jahr 2000 erbaut. Im Jahre 2012 wurde seine Energietechnik erneuert. Das Gebäude wurde mit modernem Heizungssystem und Solaranlagen ausgestattet.

## Deutsche Nationalitätenselbstverwaltung
Die Deutsche Nationalitätenselbstverwaltung strebt an, dass die Újhartyáner ihre ungarndeutsche Identität erhalten. Bei der Volkszählung 2011 bezeichneten sich 1088 von 2685 Einwohnern als Ungarndeutsche. Durch eine Vielzahl von Veranstaltungen versucht sie, dieses Identitätsgefühl zu stärken und nach außen dafür zu werben. Beispiele für solche Veranstaltungen sind:
- der Bündelball für Rentner;
- der Schwabenball mit Kulturprogramm und schwäbischem Essen;
- Passionsspiele und Prozessionen vor und zu Ostern;
- die Fronleichnamsprozession;
- das Bürgerfest im Sommer;
- das Hartianfest, das Weinlesefest und die Kirmes im Herbst;
- Veranstaltungen im Advent und zu Weihnachten.

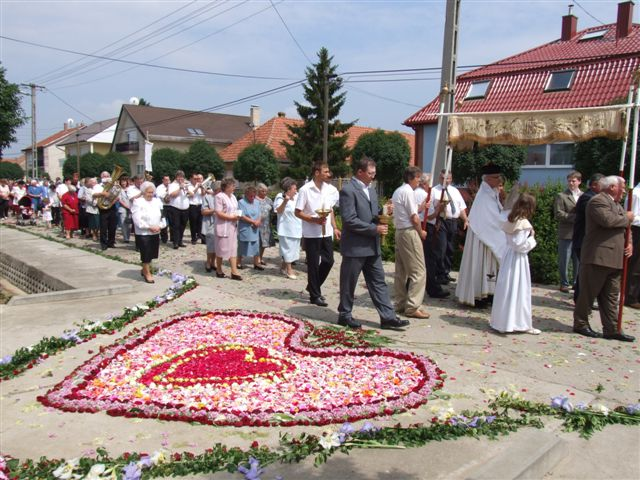
Fronleichnamsprozession

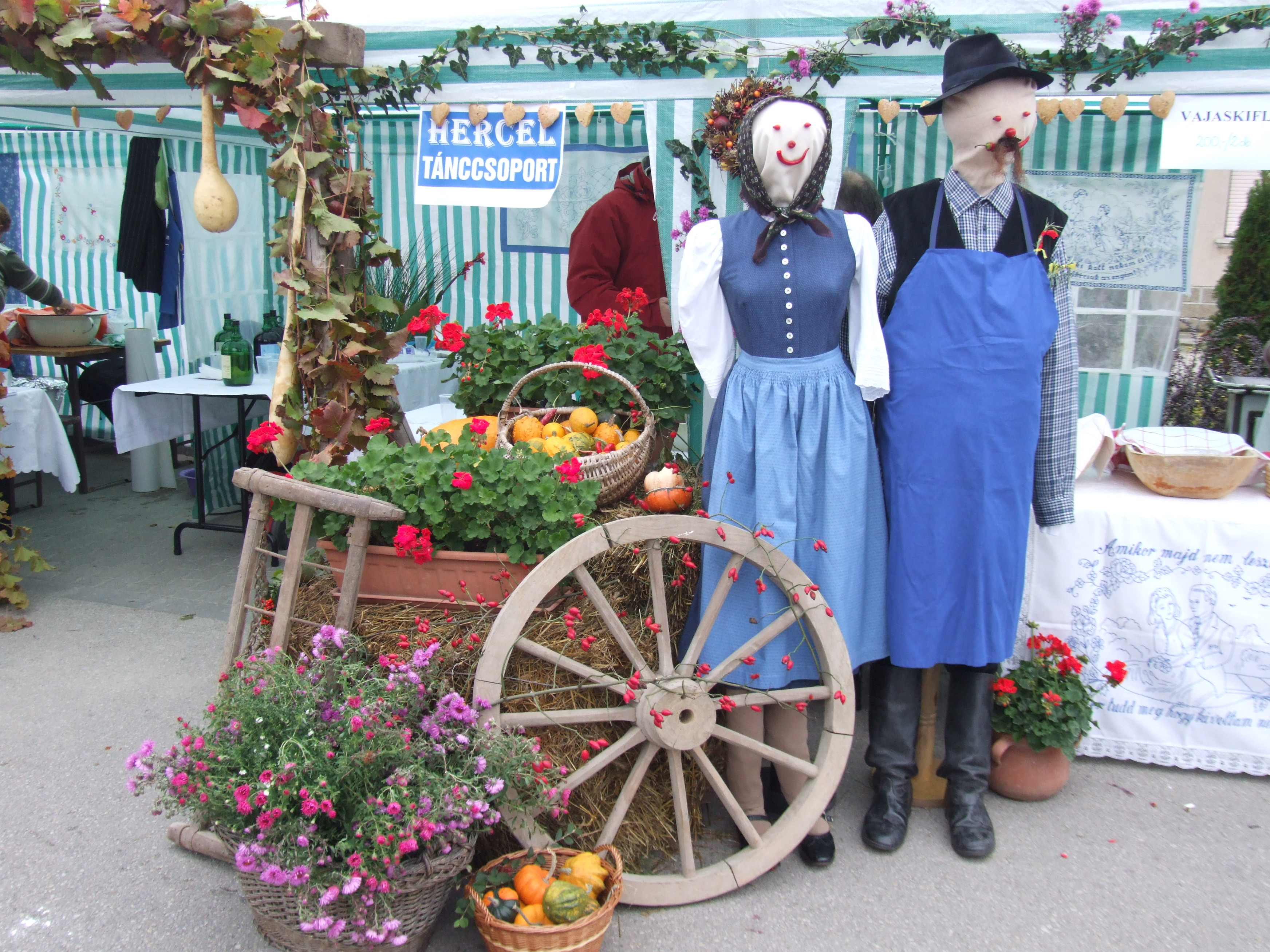
Hartianfest

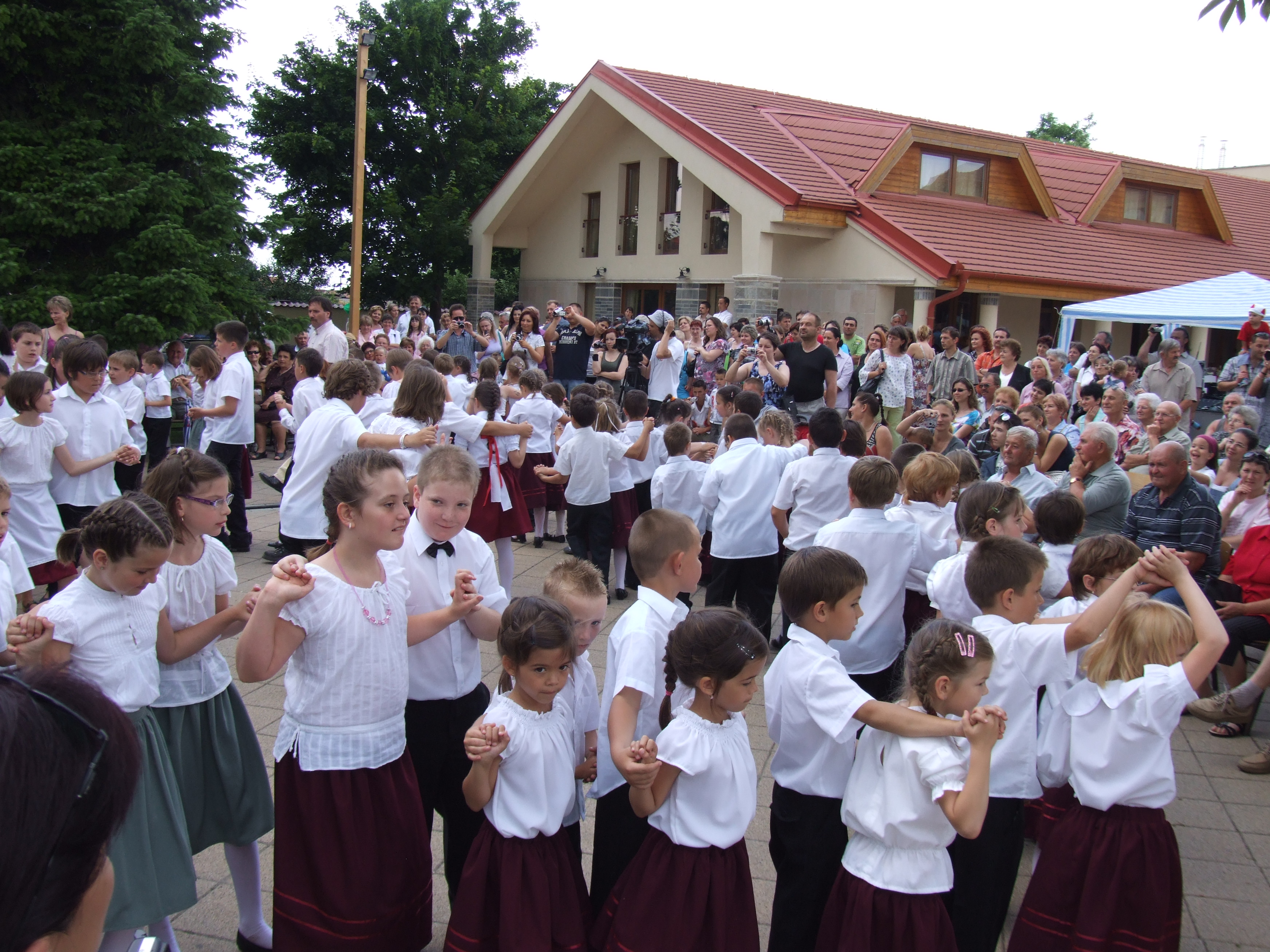
Hartianfest

## Wirtschaft und Infrastruktur

### Verkehr

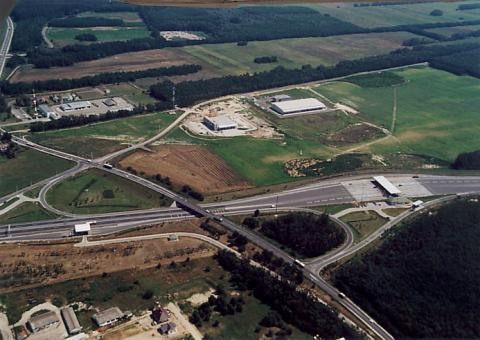
Mautstelle an der M5

Durch die Nähe zur M5 ist Újhartyán gut mit dem Auto zu erreichen. Ungefähr jede Stunde, zu den Hauptverkehrszeiten jede halbe Stunde, fährt ein Bus in Richtung Budapest. Die Fahrtzeit mit diesem öffentlichen Bus beträgt rund eine Stunde zum Budapester Stadtzentrum.

### Innovationen
Ein Industriepark schafft Arbeitsplätze für die Stadt. Im Jahre 1999 begann die Ausbau des Industrieparks auf 24 Hektar, das heutige Industriegebiet umfasst schon 86 Hektar.

## Persönlichkeiten
- Edit Surman – berühmte Keramikerin
- Ferenc Závodszky – Künstler
- Benő Fajt – "Fahrradkönig" von Újhartyán